# أنطونيوس (مطران)
انطونيوس (بالقبطية: Ⲁⲃⲃⲁ Ⲁⲛⲧⲱⲛⲓⲟⲥ)‏ ) ، هو المطران الثاني والعشرون للمدينة المقدسة والعظيمة ، القدس، ورئيس أساقفة أبرشية القدس القديمة والقديمة ، وكل فلسطين والشرق الأدنى . وهو أيضًا رئيس دير مار أنطونيوس في القدس ودير القديس جاورجيوس في القدس. 

## النشأة
ولد عماد القمص تيموثاوس شرموخ في أبو تيج ، أسيوط ، مصر ، في 25 يوليو 1969. ابوه هو القمص تيموثاوس شرموخ، نائب أبرشية أبو تيج. وله أخان رُسما كاهنين في أبرشية أبو تيج.  
حصل على بكالوريوس العلوم الزراعية من جامعة أسيوط ، وشهادة البكالوريوس في العلوم الصيدلانية من جامعة المنصورة . عمل صيدلياً قبل أن يصير راهبا.  

## الحياة الرهبانية
دخل دير مار أنطونيوس في عام 2004، ورسم راهبا في 27 ديسمبر 2006، تحت اسم ثيؤدور (بالقبطية: Ⲑⲉⲟ́ⲇⲱⲣⲟⲥ)‏. رُسِمَ كاهنًا في عام 2013.  
في عام 2014 ، تم اختياره من قبل البابا تواضروس الثاني ، من بين راهبين آخرين ، للذهاب لدراسة اللاهوت في اليونان. و مع ذلك ، لم يكمل البرنامج الذي امتد لأربع سنوات ، منذ استدعائه في أوائل عام 2016 ، ليتم تكريسه كرئيس أساقفة الكرسي الرسولي في القدس. تم ترقيته إلى درجة القمصية يوم الأحد ، 21 فبراير 2016 ، استعدادًا لتكريسه.  

## تكريسه مطران
في يوم الأحد 28 فبراير 2016 ، كرسه البابا تواضروس الثاني وأساقفة ومطارنة المجمع المقدس ، أنطونيوس مطران القدس ورئيس أساقفة كل فلسطين و فيلادلفيا في الأردن و الشرق الأدنى في كاتدرائية القديس مرقس القبطية الأرثوذكسية ، الأزبكية (الكرسي القديم لبطريركية الإسكندرية). أطلق عليه اسم أنطونيوس تكريما لراعي ديره القديس أنطونيوس الكبير .   ولم يُقام الحفل في كاتدرائية القديس مرقس القبطية الأرثوذكسية بالعباسية ، بسبب أعمال التجديد التي كانت تجري هناك في ذلك الوقت استعدادًا للاحتفال بالذكرى الخمسين لتأسيسها. 
في يوم السبت الموافق 5 مارس 2016 ، تم تنصيبه المطران القبطي الثاني و العشرين للقدس والشرق الأدنى. أصطحبته زفة بقيادة الشمامسة عبر بوابة يافا في البلدة القديمة وكنيسة القيامة ، حيث قام بزيارة و أخذ بركة العديد من الأماكن المقدسة فيها. وانتهت الزفة في دير القديس أنطونيوس بالقدس (مقر أبرشية الأقباط الأرثوذكس في القدس ) حيث تم تنصيبه على الكرسي من قبل العديد من المطارنة الآخرين من الكنيسة القبطية الأرثوذكسية .